# Зулейха открывает глаза (сериал)
«Зулейха́ открыва́ет глаза́» — российский восьмисерийный телесериал с Чулпан Хаматовой в главной роли, снятый по одноимённому роману Гузель Яхиной. Его премьера состоялась 13 апреля 2020 года на телеканале «Россия-1» и вызвала противоречивые отзывы.

## Сюжет
Действие сериала начинается в 1930 году. Кулака Муртазу убивают за то, что он бросился с топором на отряд красноармейцев, а его жену Зулейху отправляют вместе с другими раскулаченными по каторжному маршруту в Сибирь. В непростых условиях главной героине приходится пройти множество испытаний, чтобы остаться женщиной, умеющей по-настоящему любить и прощать.

## В ролях
Главные роли
| Актёр                         | Роль                                                                        |
| ----------------------------- | --------------------------------------------------------------------------- |
| Чулпан Хаматова (1—8 серии)   | Зулейха Валиева 30 лет, крестьянка из татарской деревни Юлбаш               |
| Евгений Морозов (1—8 серии)   | Иван Пантелеевич Игнатов герой Гражданской войны, комендант эшелона К-2437  |
| Юлия Пересильд (1—6 серии)    | Настасья Котельникова боец отряда ОГПУ, влюблена в Ивана                    |
| Роман Мадянов (3—8 серии)     | Зиновий Кузнец старший сотрудник особых поручений Красноярского отдела ГПУ  |
| Сергей Маковецкий (2—7 серии) | Вольф Карлович Лейбе профессор Казанского университета, практикующий хирург |
| Александр Баширов (2—8 серии) | Василий Горелов арестант, бродяга                                           |
| Александр Сирин (2—8 серии)   | Константин Арнольдович профессор Ленинградского университета, муж Изабеллы  |
| Елена Шевченко (2—8 серии)    | Изабелла Юрьевна ссыльная интеллигентка, жена Константина Арнольдовича      |
| Дмитрий Куличков (2—8 серии)  | Илья Петрович Иконников художник                                            |
| Роза Хайруллина (1—8 серии)   | Упыриха свекровь Зулейхи, мать Муртазы                                      |

Остальные
| Актёр                         | Роль                                                     |
| ----------------------------- | -------------------------------------------------------- |
| Рамиль Сабитов (1 серия)      | Муртаза Валиев 45 лет, муж Зулейхи, застрелен Иваном     |
| Лилия Пысларь (3 серия)       | Груня экономка и помощница по хозяйству Вольфа Карловича |
| Михаил Вигдоров (5 серия)     | Ачкенази повар поселения Семрук                          |
| Михаил Владимиров (2—4 серии) | Полипьев                                                 |
| Николай Козак (5 серия)       | Тихомиров                                                |
| Исмагиль Низамиев (6—8 серии) | Юзуф Валиев 8 лет, сын Зулейхи и Муртазы                 |
| Ислам Хафизов (8 серия)       | Юзуф Валиев 16 лет, сын Зулейхи и Муртазы                |
| Семён Шкаликов (8 серия)      | Юзуф Валиев 30 лет, сын Зулейхи и Муртазы                |
| Александр Числов (1 серия)    | Денисов председатель колхоза                             |

## Производство
Впервые о работе над телесериалом по дебютному роману Гузель Яхиной «Зулейха открывает глаза», удостоенному премий «Ясная поляна» и «Большая книга», было объявлено в марте 2016 года. Писательница рассказала, что мечтает увидеть в качестве исполнительницы главной роли Чулпан Хаматову.
Съёмки начались 11 сентября 2018 года и завершились 26 февраля 2019 года. 80 % всего сериала было снято в Татарстане. Съёмки проходили на Урале, в Подмосковье, Ярославской области, Казани, Лаишевском районе, в селе Маскара Кукморского района, Зеленодольском районе, Казанском университете, Казанском кремле, Перми, Пермском пороховом заводе и Осинове (Архангельская область).
За три месяца на берегу Камы в городе Лаишево было построено поселение Семрук, где были, в частности, дом коменданта, бараки, столовая, клуб и землянка. Часть съёмок прошла в этнографическом комплексе «Татар авылы», расположенном в селе Исаково Зеленодольского района Татарстана.
Британский мастер по сноу-арту Саймон Бек за 7 часов создал для сериала рисунок гигантской птицы Симург на снегу при помощи снегоступов. Размах её крыльев составляет 100 метров. Увидеть рисунок можно в начальных титрах первой серии и в эпизодах с дочерьми Зулейхи. Читинец Николай Черняев написал к премьере неофициальный саундтрек сериала.

## Описание серий
| № серии | Премьера   | Описание серии |
| ------- | ---------- | --- |
| 1       | 13.04.2020 | 1930 год. Зулейха Валиева живёт в глухой татарской деревне с мужем Муртазой и свекровью Упырихой, которые жестоко обращаются с ней. Детей нет, четыре дочери Валиевых умерли в младенчестве. У семьи крепкое хозяйство, и Муртаза очень переживает из-за того, что новая власть может всё отобрать. Командир отряда продразвёрстки Иван Игнатов убивает мужа Зулейхи за нападение на отряд с топором, а женщину как жену кулака отправляет по этапу в Казань. |
| 2       | 14.04.2020 | В Казани Зулейха попадает в пересыльную тюрьму, где знакомится с профессором Лейбе и десятком других переселенцев. Горстка непохожих друг на друга людей постепенно становится одной семьёй. |
| 3       | 14.04.2020 | Спустя несколько месяцев поезд с переселенцами прибывает в Сибирь. Игнатов сплавляет на старой барже изрядно поредевший состав раскулаченных к месту поселения. |
| 4       | 15.04.2020 | Выжившие оказываются в глухой чаще за сотни километров от цивилизации. Отчаявшись ждать помощи, они сооружают временные жилища и ищут пропитание в тайге. |
| 5       | 16.04.2020 | Поселенцы помогают Игнатову выбраться из ямы, куда он попал на охоте в лесу, а затем все вместе отмечают Рождество. Они чудом дотягивают до весны, когда приходит помощь. Посёлок быстро отстраивается и становится образцовым, прибывают новые поселенцы. |
| 6       | 20.04.2020 | Игнатов проявляет к Зулейхе откровенный интерес, но она отбивается от его ухаживаний. Проходит семь лет. Игнатову поручают найти в посёлке пять осведомителей, но отказывается. Тогда Горелову приказывают докладывать о фактах «антисоветчины». |
| 7       | 21.04.2020 | Игнатов на реке попадает под сплавной лес, его жизнь висит на волоске. Горелов, мечтающий скинуть коменданта, организовывает в Семруке разветвлённую сеть доносчиков. |
| 8       | 22.04.2020 | Зулейха держит слово: пять лет они живут с Игнатовым в одном посёлке, практически не общаясь. Она охотится и растит сына. Несмотря на жизнь в тайге, Юзуф получает первоклассное образование, потому что французскому его учит Изабелла, а живописи — Иконников. В Семрук приходит война. |

## Саундтрек
| Исполнитель         | Название композиции |
| ------------------- | --- |
| Дина Гарипова       | Ай, былбылым (Ах, мой соловей) Слова и музыка: народные. Аранжировка: Сергей Крыльцов, Радик Салимов, Дмитрий Агафонов |
| Дина Гарипова       | Каз канаты (Крыло гуся) Слова и музыка: народные                                                                       |
| Эльмира Калимуллина | Өмет йолдызы (Звезда надежды) Слова: Ренат Харис; Музыка: Эльмир Низамов                                               |
| Theodor Bastard     | Volchok (Version 2) Слова: народные; Музыка: Александр Старостин                                                       |

## Релиз
20 марта 2020 года в московском кинотеатре «Каро 11 Октябрь» должен был состояться благотворительный премьерный показ 3-й и 4-й серии телесериала и их последующее обсуждение с создателями проекта. Средства, вырученные от реализации билетов, планировалось направить на помощь детям с онкологическими заболеваниями — подопечным фонда «Подари жизнь» Чулпан Хаматовой и Дины Корзун. В связи с введёнными в Москве 16 марта 2020 года ограничениями на проведение мероприятий, благотворительный показ был отменён. Зрителям, купившим билеты, было предложено вернуть деньги или же обменять их на книгу «Зулейха открывает глаза» с автографами Гузель Яхиной и Чулпан Хаматовой.
Телевизионная премьера телесериала должна была состояться на телеканале «Россия-1» осенью 2019 года, но была перенесена на весну 2020 года и состоялась 13 апреля.
В 2022 году все серии сериала были изданы на DVD киновидеообъединением «Крупный план».

## Награды и номинации
- 23 июня 2019 года сериал стал обладателем Гран-при I российского фестиваля экранизаций «Читка» в номинации «Самая ожидаемая экранизация»[28].
- Был номинирован[29] на кинопремию «Золотой орел» в номинации «Лучшая женская роль на ТВ».
- Получил три награды премии Ассоциации продюсеров кино и телевидения в номинациях: Лучшая актриса, Лучшая работа художника по гриму и Лучшая сценарная работа[30].

## Восприятие
Сериал стал самым рейтинговым шоу сезона на телеканале «Россия-1». По данным Mediascope, средняя доля совершеннолетней аудитории сериала составила 21,1 % при рекордном среднем рейтинге в 7,4 %. В день премьеры первый эпизод проекта показал лучший старт среди всех сериалов. Его средняя доля была 21,4 % при рейтинге 7,9 %.
Первые пять серий проекта заняли первое место с долей аудитории 20,2 % при рейтинге 6,4 % в сезоне с апреля 2019 года по апрель 2020 года среди зрителей от четырёх лет и старше.
На официальном сайте канала Russia.tv сериал посмотрели более двух миллионов раз. Дополнительно более девяти миллионов просмотров суммарно первые пять эпизодов набрали на YouTube к 21 апреля 2020 года.
Сериал получил неоднозначные оценки зрителей, телекритиков и общественных деятелей. В частности, его критиковали за сюжет с критическим изображением советских реалий.
Владислав Хабаров, глава отдела научной реконструкции Национального музея Республики Татарстан, заявил: «Мы имеем развесистую унылую клюкву, в которую из-за несостыковок, нелогичности и просто ошибок просто не веришь. Какая-то унылая антисоветская и антитатарская фантастика». По мнению писательницы Фаузии Байрамовой, в сериале «татарская жизнь показана в чёрном цвете, будто издеваясь, эту грязь смешали с национальными песнями». Глава партии «Коммунисты России» Максим Сурайкин вскоре после премьеры заявил о подготовке официального обращения к руководству «России-1» с требованием остановить показ сериала, названного «рецидивом американской пропаганды».
Муфтий, глава Духовного собрания мусульман России, Альбир Крганов направил главе ВГТРК Олегу Добродееву и руководителю ФАДН России Игорю Баринову письмо с просьбой дать разъяснения относительно второй серии телесериала, в которой в числе репрессированных были названы председатель Центрального духовного управления мусульман (ЦДУМ) России, верховный муфтий России Талгат Таджуддин, председатель Духовного управления мусульман России и Совета муфтиев России Равиль Гайнутдин, татарский богослов XIX века Шигабутдин Марджани и другие, а также присутствует откровенная интимная встреча в мечети.
Звучала и критика с киноведческих позиций. «Парадокс в том, — написала обозреватель „Коммерсанта“ Юлия Шагельман, — что все эти страсти разгорелись вокруг сериала, который ничем, кроме, как оказалось, смелости в выборе темы, не отличается от типовой продукции телеканала „Россия 1“. Выпуклая, с множеством ярких деталей проза Яхиной на экране превратилась в набор картонных декораций и схематичных персонажей». По словам Екатерины Визгаловой с портала Кино-театр.ру, «кинематографичность прозы осталась на бумаге, и всё что мы видим в фильме, не считая анимационных вставок, — лишь механический и довольно торопливый перенос сюжета на экран и избыточное музыкальное его сопровождение. За кадром осталось главное — мысли Зулейхи, ведь в книге мы не просто видим героиню на переднем плане, а всё время слышим её робкий и спрятанный глубоко внутренний голос».
«Сериал сгубили „крепкие хозяйственники“, привычно сделавшие всё как положено, — уверен Сергей Ефимов из „Комсомольской правды“. Они усилили сюжет, придумав любовный треугольник. Включили голос за кадром (!), который с драматической интонацией объясняет нам, невеждам, историческую подоплёку, превращая художественное полотно в третьеразрядную инсценировку, как в „Док-токе“ у Собчак».

Этот пространный восьмисерийный фильм — длинный, как эшелон на восток, мрачный, как страх в пасмурном карантине, занудный, как жизнь в замкнутом пространстве, безжалостный, как коронавирус.
— Александр Бобров, «Советская Россия»